# Дарлан Романи
Дарлан Романи (порт. Darlan Romani; Конкордијa, 9. април 1991.) је бразилски атлетичар специјализован за бацање кугле. Био је светски шампион у дворани 2022. године у Београду, завршио је 4. на Олимпијским играма 2020, 4. на Светском првенству 2019. и био је шампион Панамеричких игара 2019. и 2023. године.

## Атлетска каријера
15. септембра 2018. постао је први Јужноамериканац који је пребацио даљину од 22 м. На трофеју Бразила бацио је тачно 22.00 метара, чиме је поставио јужноамерички рекорд.
У јуну 2019, на митингу Дијамантске лиге бацио је куглу 22.61. и поставио данас актуелни јужноамерички рекорд у овој дисциплини.
На Светском првенству у атлетици 2019. одржаном у Дохи, одржано је највеће и најјаче такмичење свих времена у бацању кугле. Томас Волш је бацио 22,90 м у првом покушају. Романи је из другог покушаја бацио 22,53 м, чиме је у том тренутку био на другом месту. Рајан Краузер је бацио 22,71 м у свом четвртом покушају, враћајући Романија на 3. место. У последњој серији хитаца, Џо Ковач бацио је 22,91 м, а Краузер 22,90 м, освојивши тако злато и сребро, док је Волш завршио са бронзом. Романи је завршио на 4. месту. Још од 1990. нико није бацио куглу преко 22,80 м, а прва четири места на овом такмичењу (укључујући Романија) бацала су даље од рекорда Светских првенстава (22,23 м).
19. марта 2022, Романи је постао светски шампион у дворани, победивши Рајана Краузера, светског рекордера и олимпијског шампиона, који није изгубио такмичење у последње три године. Романи је премашио свој јужноамерички рекорд у дворани од 21,71, који је постављен месец дана раније. Постигао је даљину од 22,53, чиме је оборио рекорд Светских првенстава у дворани.
Неколико дана пре учешћа на Олимпијским играма 2024, Романи је морао да се повуче из такмичења након што су доктори открили дискус хернију, која је захтевала операцију.

## Међународна такмичења
| Година                | Такмичење                    | Место                               | Позиција              | Дисциплина            | Резултат              | Белешка |
| Представљајући Бразил | Представљајући Бразил        | Представљајући Бразил               | Представљајући Бразил | Представљајући Бразил | Представљајући Бразил |         |
| --------------------- | ---------------------------- | ----------------------------------- | --------------------- | --------------------- | --------------------- | ------- |
| 2010                  | Светско првенство за јуниоре | Монктон, Канада                     | 7.                    | Бацање кугле (6 кг)   | 18.58 м               |         |
| 2015                  | Светско првенство            | Пекинг, Кина                        | 15.                   | Бацање кугле          | 19.86 м               |         |
| 2016                  | Светско првенство у дворани  | Портланд, Сједињене Америчке Државе | 18.                   | Бацање кугле          | 18.50 м               |         |
| 2016                  | Олимпијске игре              | Рио де Жанеиро, Бразил              | 5.                    | Бацање кугле          | 21.02 м               |         |
| 2017                  | Светско првенство            | Лондон, Уједињено Краљевство        | 15.                   | Бацање кугле          | 20.21 м               |         |
| 2018                  | Светско првенство у дворани  | Бирмингем, Уједињено Краљевство     | 4.                    | Бацање кугле          | 21.37 м               |         |
| 2018                  | Континентални куп            | Острава, Чешка Република            | 1.                    | Бацање кугле          | 21.89 м               |         |
| 2019                  | Светско првенство            | Доха, Катар                         | 4.                    | Бацање кугле          | 22.53 м               |         |
| 2021                  | Олимпијске игре              | Токио, Јапан                        | 4.                    | Бацање кугле          | 21.88 м               |         |
| 2022                  | Светско првенство у дворани  | Београд, Србија                     | 1.                    | Бацање кугле          | 22.53 м               |         |
| 2022                  | Светско првенство            | Јуџин, Сједињене Америчке Државе    | 5.                    | Бацање кугле          | 21.92 м               |         |
| 2023                  | Светско првенство            | Будимпешта, Мађарска                | 8.                    | Бацање кугле          | 21.41 м               |         |
| 2024                  | Светско првенство у дворани  | Глазгов, Уједињено Краљевство       | 7.                    | Бацање кугле          | 21.11 м               |         |

## Лични рекорди
- Бацање кугле (на отвореном): 22,61 м – Пало Алто, Калифорнија, САД, 30. јун 2019.[8]
- Бацање кугле (у дворани): 22,53 м – Београд, Србија, 19. март 2022.[9]

## Најбољи резултати по сезонама
Извор:
- 2012 – 20.48
- 2013 – 20.08
- 2014. – 20.84
- 2015 – 20.90
- 2016 – 21.02
- 2017. – 21.82
- 2018. – 22.00
- 2019 – 22.61
- 2020 – 21.52
- 2021. – 21.88
- 2022. – 22.53
- 2023. – 22.37
- 2024. – 21.52